# Stine Askov
Stine Askov (født 1976 i Helsingør) er en dansk forfatter. Hun er student fra Helsingør Gymnasium og uddannet pædagog.
I 2021 var hun nomineret til DR Romanprisen for sin bog Katalog over katastrofer. I 2023 var hun nomineret til Læsernes Bogpris for sin bog Nøjsomhed.

## Inspiration
Hun er inspireret af mennesker, som hun møder i sin hverdag, samt John Irving.